# Burkina Faso na Letnich Igrzyskach Olimpijskich 2012
Burkina Faso na Letnich Igrzyskach Olimpijskich 2012, które odbyły się w Londynie, była reprezentowana przez 5 zawodników.
Był to ósmy start reprezentacji Burkina Faso na letnich igrzyskach olimpijskich.

## Reprezentanci

### Judo
Kobiety
| Zawodnik       | Konkurencja | 1/16             | 1/8                      | Ćwierćfinał      | Półfinał         | Repasaż 1        | Repasaż 2        | Finał            | Finał   |
| Zawodnik       | Konkurencja | Przeciwnik Wynik | Przeciwnik Wynik         | Przeciwnik Wynik | Przeciwnik Wynik | Przeciwnik Wynik | Przeciwnik Wynik | Przeciwnik Wynik | Miejsce |
| -------------- | ----------- | ---------------- | ------------------------ | ---------------- | ---------------- | ---------------- | ---------------- | ---------------- | ------- |
| Séverine Nébié | -63 kg      | —                | Willeboordse P 0001-1000 | NQ               | NQ               | NQ               | NQ               | NQ               | NQ      |

### Lekkoatletyka
Mężczyźni
| Zawodnik       | Konkurencja | Eliminacje | Eliminacje | Ćwierćfinał | Ćwierćfinał | Półfinał | Półfinał | Finał | Finał   |
| Zawodnik       | Konkurencja | Wynik      | Miejsce    | Wynik       | Miejsce     | Wynik    | Miejsce  | Wynik | Miejsce |
| -------------- | ----------- | ---------- | ---------- | ----------- | ----------- | -------- | -------- | ----- | ------- |
| Gerard Kobeane | 100 m       | 10,42      | 1.         | 10,48       | 43.         | NQ       | NQ       | NQ    | NQ      |

Kobiety
| Zawodniczka  | Konkurencja        | Eliminacje | Eliminacje | Ćwierćfinał | Ćwierćfinał | Półfinał | Półfinał | Finał | Finał   |
| Zawodniczka  | Konkurencja        | Wynik      | Miejsce    | Wynik       | Miejsce     | Wynik    | Miejsce  | Wynik | Miejsce |
| ------------ | ------------------ | ---------- | ---------- | ----------- | ----------- | -------- | -------- | ----- | ------- |
| Marthe Koala | 100 m przez płotki | 13,91      | 39.        | —           | —           | NQ       | NQ       | NQ    | NQ      |

### Pływanie
Mężczyźni
| Zawodnik        | Konkurencja       | Eliminacje | Eliminacje | Półfinał | Półfinał | Finał    | Finał   |
| Zawodnik        | Konkurencja       | Rezultat   | Pozycja    | Rezultat | Pozycja  | Rezultat | Pozycja |
| --------------- | ----------------- | ---------- | ---------- | -------- | -------- | -------- | ------- |
| Adama Ouedraogo | 50 m st. dowolnym | 25,26      | 41.        | NQ       | NQ       | NQ       | NQ      |

Kobiety
| Zawodniczka        | Konkurencja       | Eliminacje | Eliminacje | Półfinał | Półfinał | Finał    | Finał   |
| Zawodniczka        | Konkurencja       | Rezultat   | Pozycja    | Rezultat | Pozycja  | Rezultat | Pozycja |
| ------------------ | ----------------- | ---------- | ---------- | -------- | -------- | -------- | ------- |
| Angelika Ouedraogo | 50 m st. dowolnym | 32,19      | 62.        | NQ       | NQ       | NQ       | NQ      |